# Antoni Cuadras Camps
Antoni Cuadras Camps (Mataró, 17 de setembre de 1944) és un polític català.

## Trajectòria
Durant la transició espanyola va militar al Partit Socialista Unificat de Catalunya (PSUC), amb el que fou escollit regidor a l'ajuntament de Mataró (1979-1983) i diputat a les eleccions al Parlament de Catalunya de 1980. Durant el seu mandat fou Secretari de la Comissió d'Agricultura, Ramaderia i Pesca del Parlament de Catalunya, membre de la Comissió de Govern Interior, Diputat Interventor, membre de la Comissió de Política Social i vicepresident de la Comissió de Política Social.
Posteriorment abandonà el PSUC i ingressà al Partit dels Socialistes de Catalunya, del que n'és militant. El 2004 fou gerent de l'Institut d'Estudis Regionals i Metropolitans de Barcelona.